# Пјоли (Анкона)
Пјоли (итал. Pioli) насеље је у Италији у округу Анкона, региону Марке.
Према процени из 2011. у насељу је живело 12 становника. Насеље се налази на надморској висини од 169 м.